# شی‌اومی (توکیو)
شی‌اومی، توکیو (به لاتین: Shiomi) یک شهرک در ژاپن است که در کوتو، توکیو واقع شده‌است. شی‌اومی ۰٫۶۹ کیلومتر مربع مساحت و ۵٬۹۳۱ نفر جمعیت دارد.